# Wrapcziszte
Wrapcziszte (mac. Врапчиште) – wieś w Macedonii Północnej, w gminie Wrapcziszte.